# 열교환기

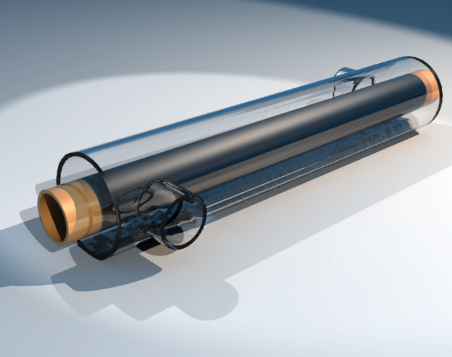

열교환기(熱交換器, heat exchanger)는 온도가 높은 물체에서 낮은 물체에 효율적으로 열을 이동시키는 장치이며, 일반적으로 원천(source)과 작동 유체(working fluid) 사이에서 열을 전이(transfer)한다. 열교환기는 가열 및 냉각 용도로 사용된다.

## 열교환기
열교환기(heat exchanger)는 금속판 따위의 전열벽을 통하여 높은 온도의 유체로부터 낮은 온도의 유체에 열을 전달하는 장치이다. 가열기, 예열기, 냉각기, 증발기, 응축기 따위가 있다.

## 열교환기 온도효율
열교환기 온도효율은 유체의 이동 전후 온도가 다를 때, 실제 이동 열량과 최대 가능 이동 열량과의 비이다. 열 교환기의 열 교환 효과나 능력을 비교할 수 있다.

## 관형 열교환기
관형 열교환기 또는 관접촉식 열교환기는 예를 들어 증발기 출구의 가스 흡입관과 팽창 밸브를 관 접촉시켜 열을 교환하는 장치이다. 소형 냉동 장치에 많이 사용된다. 전열면에 관을 사용한 전열식 열 교환기이다.

## 판형 열교환기
판형 열교환기는 금속판을 사용하여 두 유체간에 열을 전달하는 열교환기 유형이다. 이것은 유체가 플레이트 위로 퍼지기 때문에 유체가 훨씬 더 큰 표면적에 노출된다는 점에서 기존의 열교환기에 비해 큰 이점이 있다. 또한 열 전달을 용이하게하고 온도 변화 속도를 크게 증가시킬 수 있다. 현대에는 보다 정밀한 기계제작의 발달로 판형 열교환기가 일반적이며 수백만 개의 조합 보일러의 온수 섹션에서 매우 작은 납땜 버전이 사용되고 있다. 이러한 작은 물리적 크기에 대한 높은 열전달 효율은 복합 보일러의 가정용 온수(DHW) 유량을 증가 시켰다. 이러한 소형 판형 열교환기는 가정용 난방 및 온수에 큰 영향을 미쳤다. 더 큰 상업용 버전은 플레이트 사이에 개스킷을 사용하는 반면 작은 소형 버전은 납땜하는 경향이 있다.

## 같이 보기
- 건축공학
- 화학공학
- 냉각탑
- 히트파이프
- 열펌프
- 기계공학
- 폐열